# بحر يوسف
بحر يوسف هي الترعة التي تصل محافظة الفيوم بالماء من نهر النيل، أحد فروع ترعة الإبراهيمية من النيل، وتنبع من عند ديروط بمحافظة أسيوط مارة بمحافظة المنيا ومحافظة بني سويف، ثم إلى الفيوم، لتكون هي المصدر الوحيد الذي يمد الفيوم بالمياه (9ر1مليار م3) لتتجه في انحدار عام من مستوى +26 م عند اللاهون إلى منسوب –42 م عن ساحل بحيرة قارون.

## المنشأ

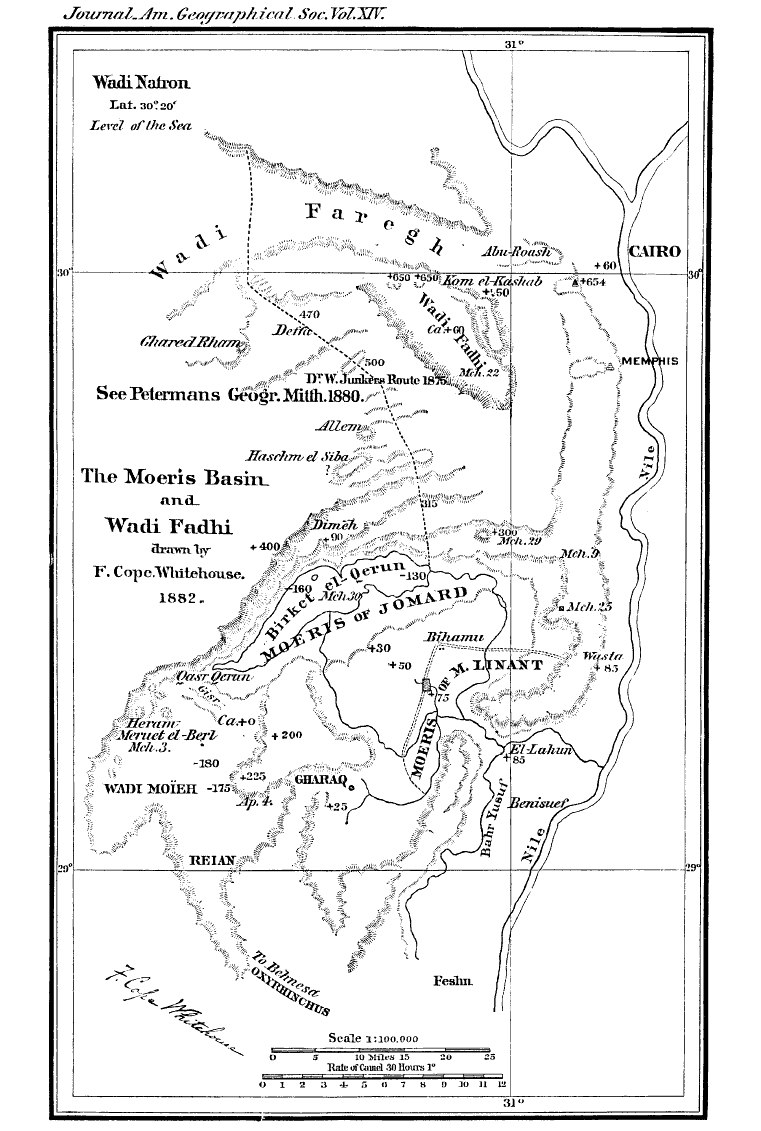
خريطة منطقة بحر يوسف وبحيرة قارون من القرن التاسع عشر.

أثناء حكم فرعون مصر امنمحات الثاني تم تحويل قناة من مجرى النيل إلى تلك المنطقة المنخفضة بالفيوم (نحو 100 كيلومتر جنوب غرب القاهرة) بغرض مد الزراعة إليها وتخزين واستغلال الماء المتوفر من فيضان النيل. تنتهي هذه القناة في بحيرة قارون التي يقع مستواها على ارتفاع -45 متر تحت سطح البحر.
وقد سمي هذا البحر «بحر يوسف» بعد الفتح الإسلامي لمصر، تذكرة بالنبي يوسف عليه السلام حيث كان وزيرا على مصر في فترة قحط.